# 野島 (神奈川県)
野島（のじま）は、神奈川県横浜市金沢区の平潟湾に浮かぶ島である。

## 概要
かつては砂州によって陸続きの陸繋島であったが、水路の建設などで分断され、島となった。横浜市内で唯一残った自然海岸の砂浜（野島海岸）がある事でも知られている。島東部には標高約57mの野島山があり、山頂には展望台が設置されている。また、野島山の下には巨大な掩体壕（野島掩体壕）があるが、これは太平洋戦争中、海軍の飛行艇格納庫として作られたものである（実際は使用されずに終戦を迎えた。また、現在は封鎖されて通行できない）。
野島山周辺は野島公園として整備されているが、その他は住宅地となっている。

## 施設
- 野島公園

## 名所旧跡・史跡
- 染王寺

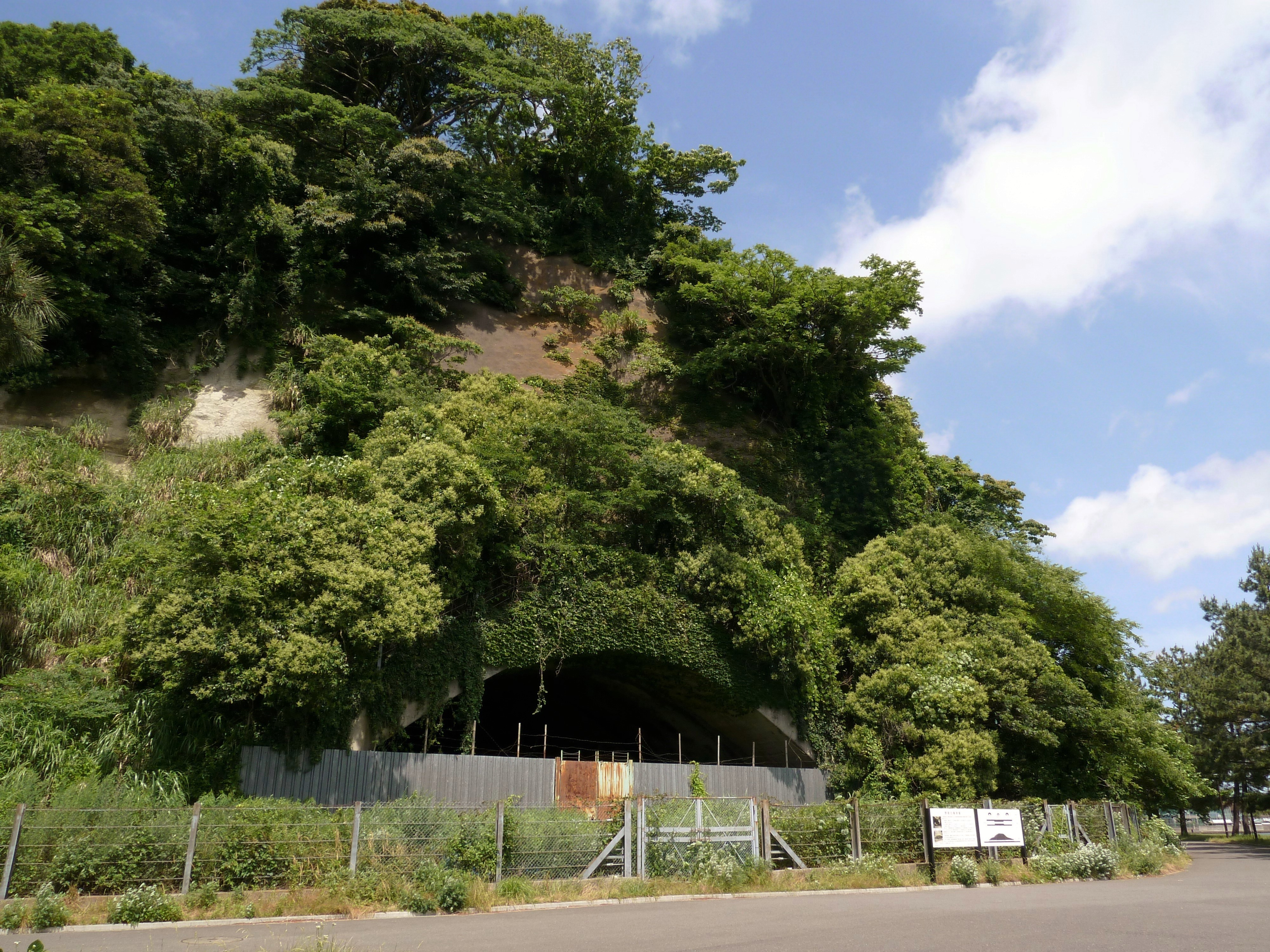
野島掩体壕の東側（海側）出入口

- 野島貝塚：縄文時代の貝塚。横浜市指定史跡。
- 野島掩体壕：戦争遺跡。日本最大の掩体壕。

## 交通
野島へは3本の橋で結ばれている。
- 帰帆橋（きはんばし、1998年2月架橋）
- 野島橋（のじまばし、2010年3月29日架橋）
- 夕照橋（ゆうしょうばし）

帰帆橋・ 夕照橋は名所絵『金沢八景』にちなむ命名。「夕照」は本来「せきしょう」と読むが、本橋では読みやすさに配慮し「ゆうしょう」と読ませている。

### バス路線
京浜急行バス（金沢文庫駅・追浜方面から）
また、金沢シーサイドラインの野島公園駅が、野島に隣接している。

## ギャラリー

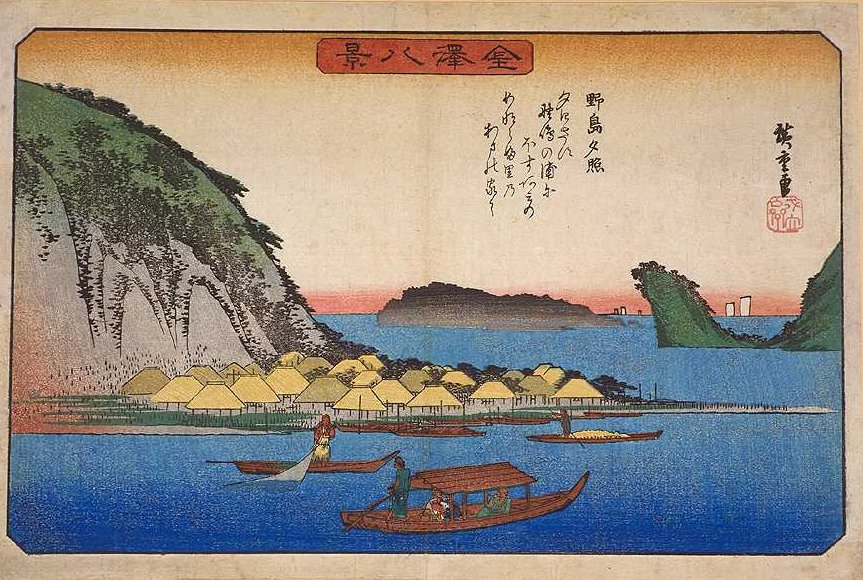
歌川広重『金沢八景』より「野島夕照」（のじまのせきしょう）
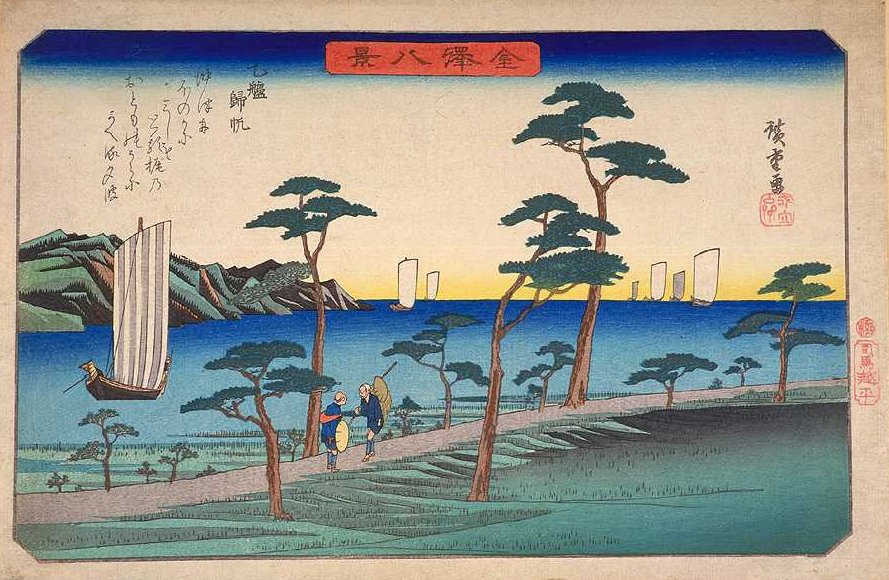
同「乙舳帰帆」((おっとものきはん）。乙舳は島内の地域名である。
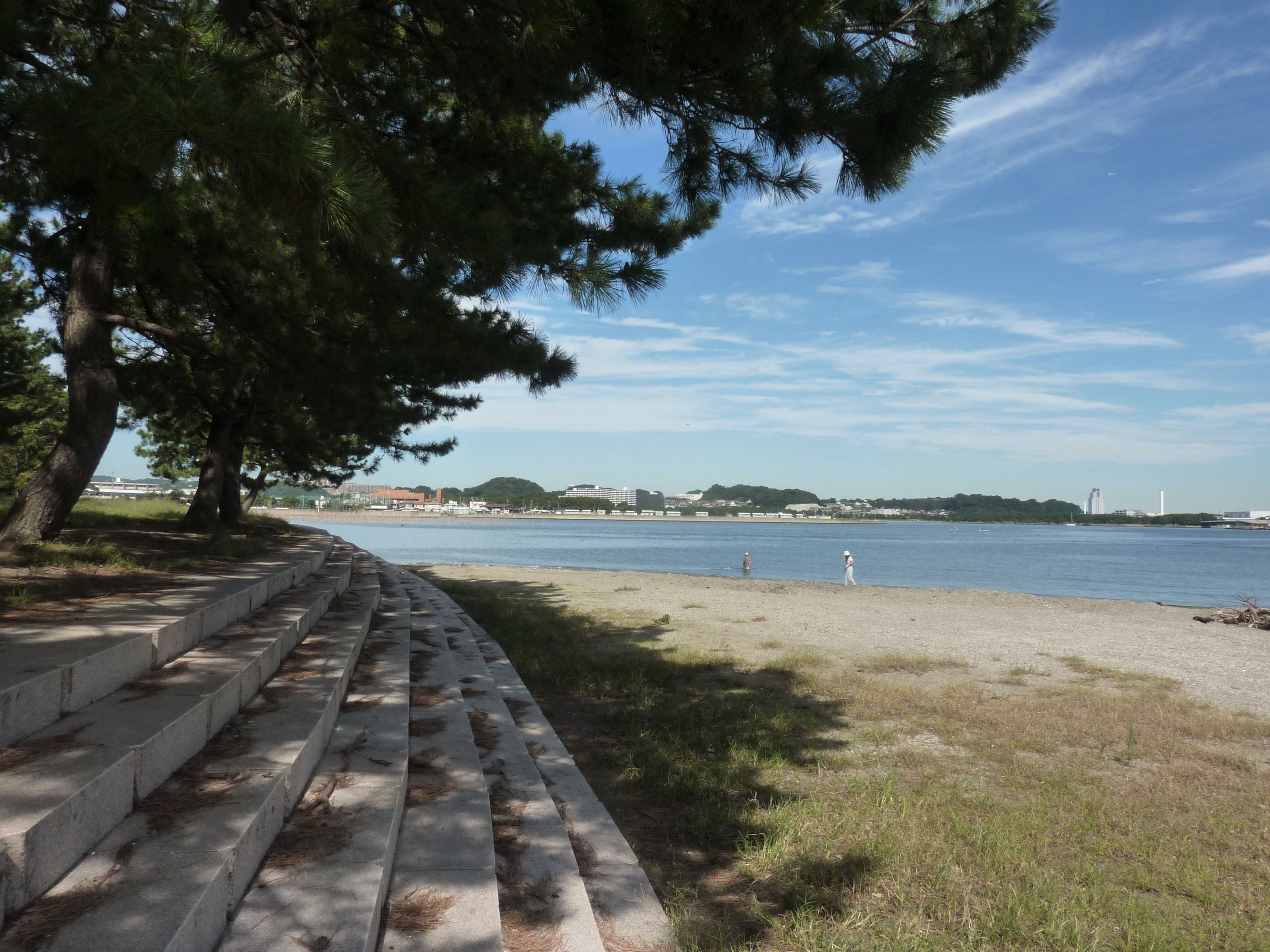
野島公園の野島海岸
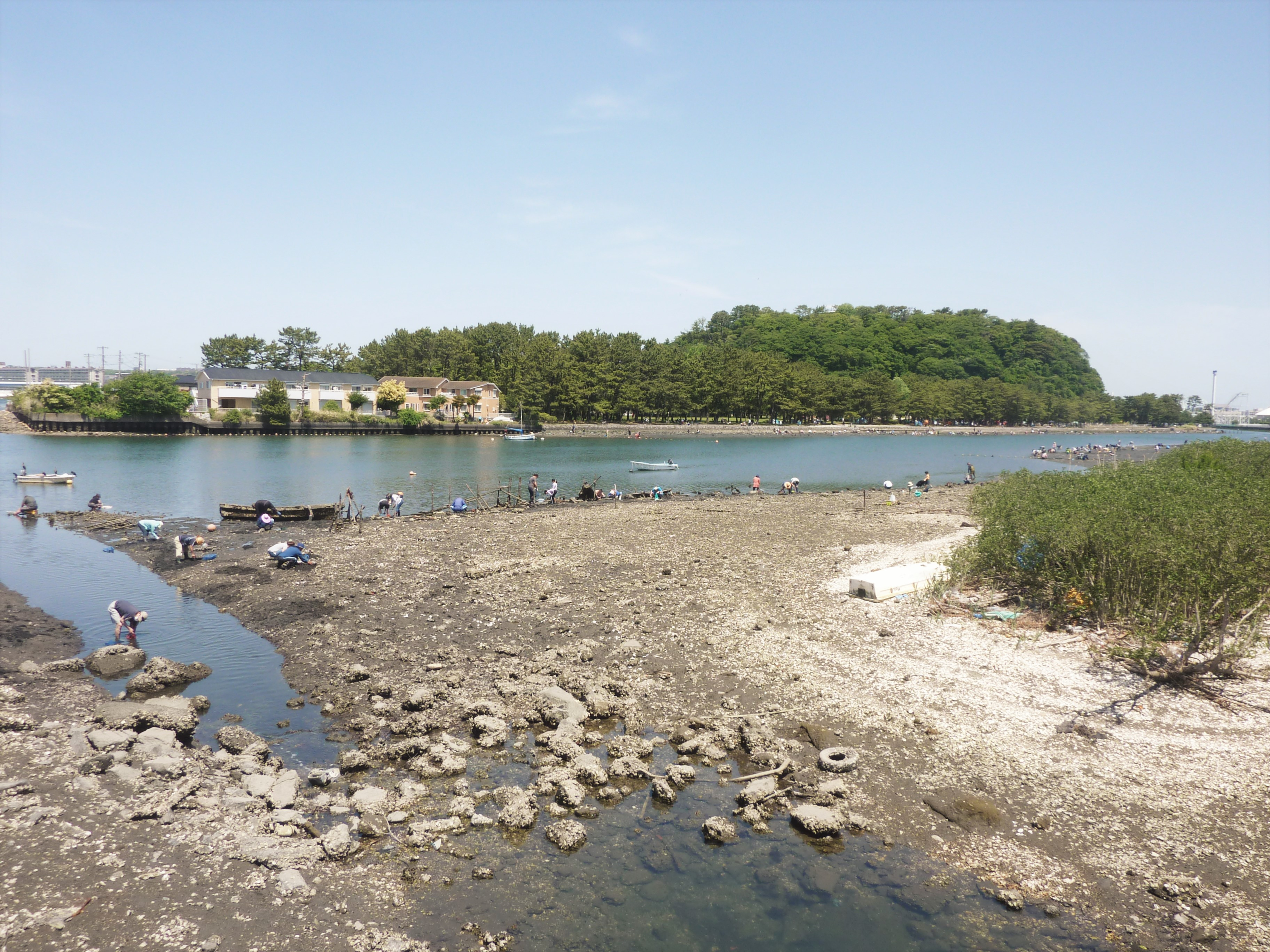
南から見た野島と野島水路